# 黔中小片
黔中小片，又稱黔中官話 ，黔中方言 。是新版《中國語言地圖集》的漢語分區法中漢語西南官話的一個新設立的西南官話分區。本小片相對同屬川黔片的成渝小片，最大的特點是沒有撮口呼韻母。分布於貴陽以西的黔中、黔西北地區，廣西還有3個方言點也畫入了黔中小片，總數為20個縣市區。代表方言點為安順話,貴陽話。

## 分佈
貴州省：安龍縣 安順市 冊亨縣 長順縣 關嶺布依族苗族自治縣 貴陽市 六枝特區 盤縣 平壩縣 普安縣 普定縣 清鎮市 晴隆縣 望謨縣 興仁縣 興義市 貞豐縣 鎮寧布依族苗族自治縣
廣西壯族自治區：樂業縣 隆林各族自治縣 淩雲縣

## 音韻

### 聲調
黔中小片的調類總共有陰平、陽平、上聲、去聲四類，古入聲字整體派入陽平，其調型同川黔片其他方言如成渝小片 、陝南小片比較一致，且黔中小片內部調型相當一致。部分方言代表點的音調調值如下表所示。調值數據來自語保工程採錄展示平台 （页面存档备份，存于）
| 方言點   | 陰平 | 陽平 | 上聲 | 去聲 |
| -------- | ---- | ---- | ---- | ---- |
| 貴陽     | 45   | 21   | 43   | 24   |
| 安順     | 44   | 31   | 54   | 13   |
| 六枝特區 | 55   | 21   | 42   | 13   |
| 興義     | 44   | 21   | 53   | 24   |

### 聲母
絕大部分黔中小片方言不存在[tʂʰ][ʂ][tʂ][ʐ]四個捲舌聲母，并且不區分尖團音，如線=縣， 節=結。同時不分邊鼻音，如南=藍=l̃an, 流=牛=Niəu，聲母格局大體上類似川東地區的成渝小片

### 韻母
由於缺少撮口呼韻母的緣故，相對於川東地區的成渝小片, 黔中方言缺少y,yen, yn, ye四個韻母，如圓=鹽=ien,魚=姨=i, 暈=因=in, 月=爺=ie。再加上一部分地區蟹攝開口二等字沒有iai這一層文讀音，所以絕大部分黔中方言僅有32-33個韻母。

### 變化
由於三線建設移民，大量黔北地區人口湧入以及受到同屬川黔片的強勢方言成渝小片的影響，黔中方言新派口音普遍出現了撮口呼韻母，并且蟹攝開口二等字如解，戒，械，諧開始發生腭化，由KAI/xai 變為tɕie ɕie